# 格拉姆西 (路易斯安那州)
格拉姆西（英語：Gramercy），是美国路易斯安那州下属的一座城市。根据2010年美国人口普查，该市有人口3,613人。建置上，属于“town”。